# Rachel Notley

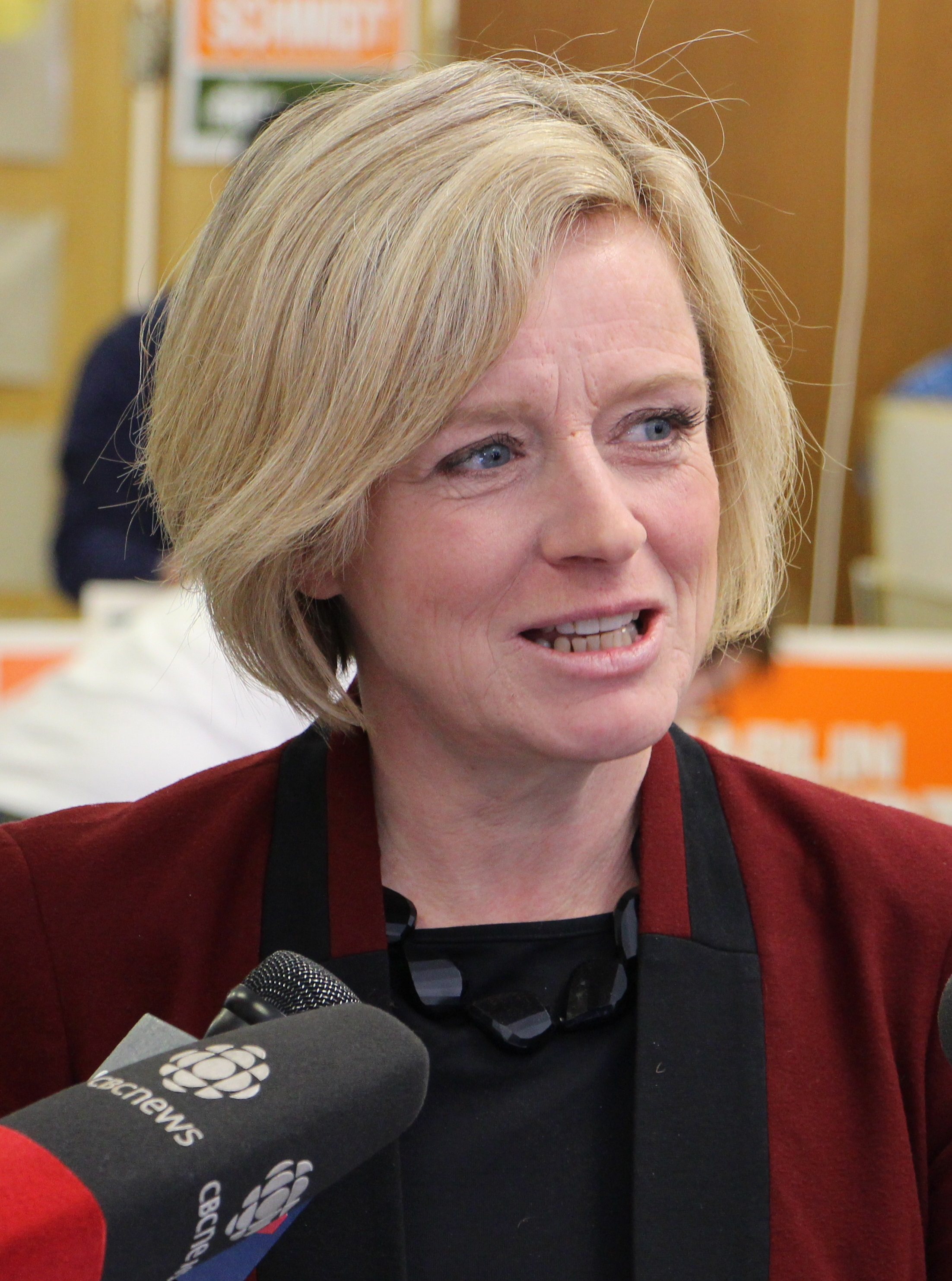
Rachel Notley (2015)

Rachel Anne Notley (geboren am 17. April 1964 in Edmonton) ist eine kanadische Politikerin der Alberta New Democratic Party (NDP). Von 2015 bis 2019 war sie Premierministerin Albertas.

## Leben
Rachel Notley ist eine Tochter des kanadischen Politikers Grant Notley (1939–1984). Sie wuchs in Fairview, Alberta auf und studierte Politikwissenschaften  an der University of Alberta und Rechtswissenschaften an der Osgoode Hall Law School in Toronto. Sie arbeitete als Arbeits- und Sozialrechtlerin für Krankenversicherungen und Gewerkschaften in Vancouver und Edmonton. Sie wurde wie ihre Eltern Mitglied der Alberta New Democratic Party (NDP). Notley ist mit dem Gewerkschaftsfunktionär Lou Arab verheiratet, sie haben zwei Kinder. Nachdem ihre Kinder etwas größer waren, kandidierte sie 2008 für die NDP für die Legislativversammlung von Alberta und wurde gewählt. 2014 wurde sie Parteivorsitzende der NDP, ein Amt das auch schon ihr Vater innehatte. Bei den vorgezogenen Neuwahlen in Alberta am 5. Mai 2015 gewann ihre Partei in einem Erdrutschsieg gegen die seit 44 Jahren regierende Konservative Partei. Notley wurde als Anführerin der stärksten Parlamentsfraktion Premierministerin Albertas. Bei der Wahl 2019 löste Jason Kenney, der Kandidat der United Conservative Party, sie als Premierminister ab. Sie ist seitdem Oppositionsführerin in der Legislativversammlung von Alberta.